# Shaoxing
Shaoxing (xinès simplificat: 绍兴, pinyin: Shàoxīng) és una ciutat a nivell de prefectura a la riba sud de la badia de Hangzhou, al nord-est de la província de Zhejiang, a la República Popular de la Xina. Antigament era coneguda com Kuaiji i Shanyin, abreujat en xinès com a 越 (Yuè), pels antics habitants de la zona. Situada a la riba sud de l'estuari del riu Qiantang, limita amb Ningbo a l'est, Taizhou al sud-est, Jinhua al sud-oest i Hangzhou a l'oest. L'any 2010, la seva població era de 4.912.339 habitants, dels quals 1.914.683 (districtes de Keqiao i Yuecheng) vivien a l'àrea metropolitana urbanitzada de Hangzhou-Shaoxing, amb un població total de 8.156.154 habitants.
És coneguda pel vi de Shaoxing, el meigan cai i el tofu pudent. La seva varietat local d'òpera xinesa cantada en el dialecte local i coneguda com a òpera Yue és la segona en popularitat, després de l'òpera de Pequín. El 2010, Shaoxing va celebrar el 2.500 aniversari de la fundació de la ciutat.
Econòmicament, la ciutat està especialitzada en la fabricació de tèxtils, electrònica i il·luminació energèticament eficient. Zhejiang té el cinquè PIB per càpita més alt de la nació, amb la mateixa ciutat al 32è a nivell nacional per PIB per càpita.
Entre els residents notables de Shaoxing s'inclouen Wang Xizhi, els pares de Zhou Enlai, Lu Xun i Cai Yuanpei.

## Administració
La ciutat-prefectura de Shaoxing administra tres districtes, dues ciutats a nivell de comtat i un comtat.
| Mapa                                                                            | Mapa   | Mapa          |
| ------------------------------------------------------------------------------- | ------ | ------------- |
| Yuecheng Keqiao Shangyu Xinchang · Comtat Zhuji · (ciutat) Shengzhou · (ciutat) |        |               |
| Name                                                                            | Xinès  | Pinyin        |
| Districte de Yuecheng                                                           | 越城区 | Yuèchéng Qū   |
| Districte de Keqiao                                                             | 柯桥区 | Keqiao Qū     |
| Districte de Shangyu                                                            | 上虞区 | Shàngyú Qū    |
| Ciutat de Zhuji                                                                 | 诸暨市 | Zhūjì Shì     |
| Ciutat de Shengzhou                                                             | 嵊州市 | Shèngzhōu Shì |
| Comtat de Xinchang                                                              | 新昌县 | Xīnchāng Xiàn |

## Personatges destacats
- Fan Li 536-448 aC, polític, filòsof, militar teòric, i economista, va ajudar el rei Yue a conquerir Wu.
- Xi Shi 506 aC–?, una de les Quatre Belleses de l'antiga Xina, va néixer i va viure al comtat de Zhuji, Shaoxing.
- Lu You, 1125–1209, poeta del període Song, que es va trobar amb la seva antiga dona als jardins Shen.
- Xu Wei, 1521–1593, pintor de la dinastía Ming, nascut a Shaoxing.
- Cai Yuanpei, 1868–1940, educador i pensador, nascut a Shaoxing.
- Qiu Jin, 1875–1907, revolucionària feminista republicana, criada a Shaoxing.
- Lu Xun, (Zhou Shuren) 1881–1936, escriptor, figura destacada de la literatura xinesa moderna, nascut a Shaoxing.
- Zhou Enlai, 1898–1976, primer primer ministre de la República Popular de la Xina, amb arrels familiars ancestrals a Shaoxing.